# ИТЛ Промжилстрой
ИТЛ Промжилстро́й (Исправи́тельно-трудово́й ла́герь Промжилстроительства) — лагерное подразделение, действовавшее в структуре Дальстроя.

## История
ИТЛ Промжилстрой был организован в 1951 году как Лагерное отделение, в дальнейшем реформирован в Исправительно-трудовой лагерь и потом вновь в Лагерное отделение. В оперативном командовании оно подчинялось первоначально Главному управлению исправительно-трудовых лагерей Дальстрой, а позднее Управлению северо-восточных исправительно-трудовых лагерей Министерства юстиции СССР (УСВИТЛ МЮ) (позднее УСВИТЛ передан в систему Министерства внутренних дел).
Единовременное количество заключенных могло достигать более 3000 человек.
Прекратил своё существование в 1954 году.

## Производство
Основным видом производственной деятельности заключенных были строительные работы и работы на предприятиях строительной индустрии.